# Starbound
Starbound je akční adventura z roku 2016 od studia Chucklefish. Hra se odehrává v dvourozměrném, procedurálně generovaném vesmíru, který hráč může prozkoumávat, aby získal nové zbraně, brnění a předměty a navštívil města a vesnice obývané různými inteligentními formami života. Hra byla vydána z předběžného přístupu v červenci 2016 pro Windows, macOS a Linux a pro Windows prostřednictvím Xbox Game Pass v prosinci 2020. V říjnu 2024 byla hra vydána také pro Xbox One a Xbox Series X/S.

## Děj
Starbound začíná tím, že se hráč po zničení Země, domova mezigalaktické mírové organizace Terrene Protectorate, do které právě vstoupil, ocitne na vesmírné lodi. Raketoplán, vystřelený těsně před zničením Země bez jakéhokoliv daného směru, docestuje na obyvatelnou planetu a začíná dobrodružství, které hráče zavede napříč vesmírem. Starbound obsahuje jak questy, tak i příběhové mise, ukryté v rozsáhlém sandboxovém vesmíru. Raketoplán slouží jako hráčův dopravní prostředek při průzkumu galaxie a obsahuje teleportační plošinu, kterou může hráč použít k teleportaci na planety, které raketoplán navštíví, úložný prostor pro uložení předmětů, palivový panel pro doplňování paliva a kokpit pro pilotování lodi. Interiér lodi je také plně přizpůsobitelný, přičemž předměty a bloky lze do lodi umisťovat libovolně.

## Hratelnost
Mnoho herních prvků a funkcí, jako jsou předměty, nepřátelé a planety, využívá procedurální generování, aby poskytovalo rozmanitý obsah. Hra nabízí příběhové mise, questy, volný průzkum světa, nepřátele, s nimiž lze bojovat, a možnost interakce s prostředím a jeho terraformace. Hráč má také možnost farmařit a prodávat plodiny, stavět budovy a vybírat nájemné od NPC nájemníků, kteří mohou v těchto budovách žít.
V aktualizaci 1.0 byl do hry přidán příběh. Ten spočívá v prozkoumávání sandboxu za účelem skenování požadovaných předmětů a následného procházení příběhovým dungeonem a boje s bossem.
V aktualizaci 1.3 [UNSTABLE] byli do hry přidáni mecha roboti. Mecha roboti jsou modulární a umožňují hráči vybavit se různými zbraněmi a nástroji, jako jsou pistole, štíty a vrtáky. Roboty můžete také vybavit různými těly, která určují, kolik energie a zdraví vaši roboti budou mít. Jedním z hlavních využití robotů je průzkum vesmírných oblastí, jako jsou pole asteroidů a vesmírné lodě.

## Vývoj
Hra byla oznámena ředitelem studia Chucklefish Finnem Bricem v únoru 2012 a 13. dubna 2013 byl zahájen víceúrovňový předobjednávkový systém na Humble Store ve stylu Kickstarteru. Možnosti předobjednávek zahrnovaly kopii hry, pozvánku do betaverze a stažení herního soundtracku, stejně jako „odměny“ související s hrou, jako například pojmenování NPC postavy, navržení klobouku nebo zbraně a vytvoření vlastní sochy, která by byla umístěna do hry. Do 24 hodin od zahájení předobjednávek hru podpořilo přes 10 000 lidí, kteří přispěli na její vývoj částkou přes 230 000 dolarů.
Do května 2013 dosáhl předobjednávkový systém všech tří dílčích cílů, když vybral více než 1 000 000 dolarů. Hra vstoupila na Steamu do beta verze 4. prosince 2013 a před vydáním získala více než 2 000 000 dolarů v předobjednávkách. Hra je napsána v jazyce C++ a používá vlastní herní engine. Soundtrack složil americký skladatel Curtis Schweitzer. Hra byla oficiálně vydána z předběžného přístupu 22. července 2016. V roce 2013 bylo oznámeno, že hra bude později portována na Xbox One.
Dne 28. srpna 2024 studio Chucklefish oznámilo, že v aplikaci Xbox Insider je nyní až do 4. září k dispozici předběžné testování konzolové verze, a také uvedlo, že konzolová edice pro Xbox je „konečně téměř připravena k vydání“. Tato verze byla oficiálně spuštěna 24. října 2024.

### Kontroverze ohledně využívání dobrovolníků
V roce 2019 bylo Chucklefish obviněno z toho, že během vývoje Starboundu využívalo přibližně tucet dobrovolných přispěvatelů, kteří někdy odpracovali stovky hodin bez nároku na odměnu a plnili stejné úkoly jako placení členové týmu. Mnozí z nich byli v té době teenageři a uvedli, že měli pocit, že ředitel společnosti Finn Brice zneužívá jejich nezkušenosti. Obvinění podpořili bývalí členové týmu, včetně vývojáře her Tobyho Foxe. Ve svém prohlášení Chucklefish odpovědělo, že přispěvatelé „neměli žádnou povinnost vytvářet obsah, pracovat do termínů ani odpracovat žádný konkrétní počet hodin. Každý byl uznán nebo odměněn podle dohody.“ Přispěvatelé toto tvrzení částečně vyvrátili s tím, že podléhali termínům. Dále dodali, že jejich nesouhlas se týká etiky zacházení s nimi, nikoli jeho zákonnosti.

## Přijetí
| Agregátor  | Skóre  |
| ---------- | ------ |
| Metacritic | 81/100 |

| Udělil        | Skóre  |
| ------------- | ------ |
| Game Informer | 8.5/10 |
| IGN           | 9.1/10 |
| PC Gamer (US) | 84/100 |

Podle agregátoru recenzí videoher Metacritic získala hra Starbound po svém vydání příznivé recenze. IGN pochválil mechaniku craftingu, průzkumu a boje a přirovnalo ji k Terrarii. Christopher Livingston z PC Gamer uvedl, že Starbound je okouzlující vesmírná sandboxová hra, která hráče zabaví na celé hodiny. Nathan Grayson z Kotaku chválil průzkumné prvky a herní vesmír označil za natolik „zvláštní a nepředvídatelný“, že hráče nikdy neomrzí.
Do prosince 2016 se prodalo přes 2,5 milionu kopií.

### Ocenění a nominace
| Rok  | Cena                              | Kategorie                                    | Výsledek  | Ref.          |
| ---- | --------------------------------- | -------------------------------------------- | --------- | ------------- |
| 2013 | Indie DB Indie of the Year Awards | Indie hra roku                               | vítězství | [ 28 ] [ 29 ] |
| 2016 | The Steam Awards                  | Tahle hra se mi líbila, než získala ocenění  | nominace  | [ 30 ]        |
| 2017 | SXSW Gaming Awards                | Nejvíce naplňující hra financovaná komunitou | vítězství | [ 31 ]        |